# Burcht Sterrenberg
De Burcht Sterrenberg (Duits: Burg Sterrenberg) is een hoogteburcht aan de rechter oever van de Rijn bij Kamp-Bornhofen in Rijnland-Palts. Sinds de oude burcht Ehrenbreitstein tijdens de bouw van de vesting verdween, geldt Sterrenberg als het oudste burchtcomplex in het Boven Midden-Rijndal. Sinds 2002 is de ruim 150 meter boven de rivier gelegen burcht onderdeel van het UNESCO werelderfgoed Boven Midden-Rijndal. Sterrenberg valt bovendien onder de bescherming van het Cultuurgoederenverdrag van Den Haag.

## Geschiedenis

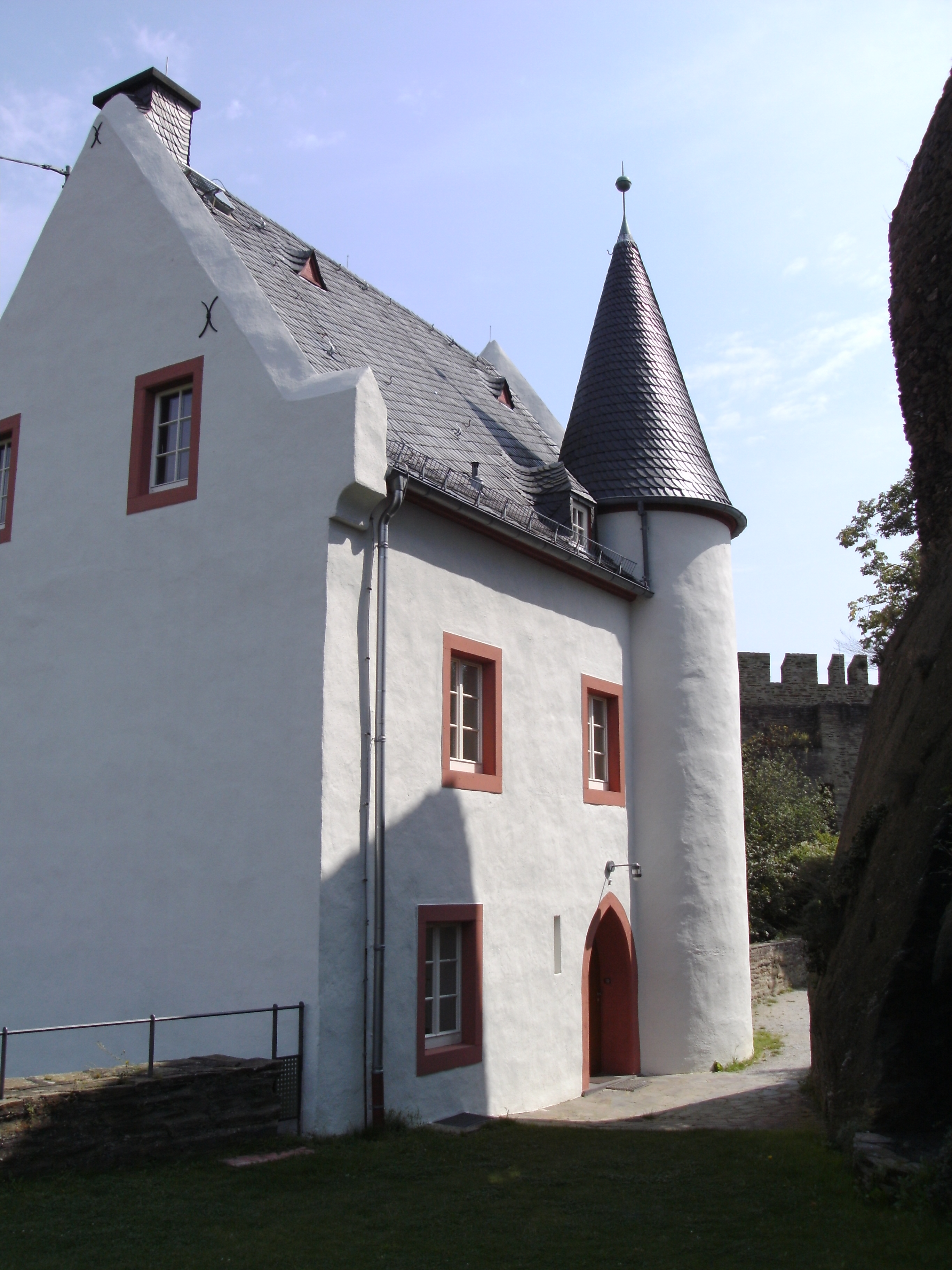
Burcht Sterrenberg, het in 1972 gereconstrueerde Vrouwenhuis

De burcht werd rond 1100 gebouwd en vervulde als rijksburcht een dubbelfunctie: het moest de op de rechter oever van de Rijn gelegen rijksgoederen van Boppard verdedigen en de tolheffing bij Bornhofen bewaken. Al in 1190 bezaten de ministerialen Van Bolanden de burcht en Bornhofen als rijksleen. Na het uitsterven van het Huis van Bolanden tegen het einde van de 13e eeuw, werd de burcht verpand aan de graven van Katzenelnbogen. Tegelijkertijd verschenen de graven van Sponheim en graaf Albrecht van Löwenstein (een buitenechtelijke zoon van koning Rudolf I) als bezitters van de burcht. Uiteindelijk verwierf de machtige aartsbisschop Boudewijn van Trier de burcht als rijkspand. Keur-Trier maakte van de burcht het centrum van haar bezittingen op de rechter Rijnoever, maar amper 50 jaar later raakte Sterrenberg deze functie al kwijt ten gunste van de Thurnburcht bij Wellmich.
Vermoedelijk liet Keur-Trier in de 14e eeuw voor de kernburcht ook de massieve tweede buitenmuur in de richting van de burcht Liebenstein bouwen. Het kan worden gezien als versterking, maar de werkelijke reden is niet te verifiëren. Het is deze muur die de basis vormt van de historische kern van de sage van de vijandige broers.  
Al in 1456 werd Sterrenberg bouwvallig en in 1568 als oud, vervallen en onbewoonbaar beschreven. Tot 1806 zou het vervallen Sterrenberg bezit blijven van Keur-Trier. Daarna viel het samen met de rest van het keurtrierse bezit op de rechteroever toe aan het Hertogdom Nassau tot het in 1866 in Pruisisch staatsbezit overging. Vanaf 1945 is de deelstaat Rijnland-Palts de eigenaar.
In de jaren 1970 tot 1977 volgden maatregelen voor het behoud van de ruïne. Het paleis en het in de gotische stijl uitgevoerde restaurant werden in 1970 respectievelijk 1972 herbouwd. De bergfried werd verhoogd, kreeg kantelen en een witte stuclaag, zoals het oorspronkelijk ooit moet zijn geweest.
De talrijke gaten van balken en schoorsteenresten in de binnen- en buitenmuur bewijzen, dat hier meerdere gebouwen stonden. Dat was niet het geval bij de muur voor het restaurant, die bij de restauratie vensteropeningen kreeg. De gebouwen werden echter niet gereconstrueerd omdat het niet bekend is hoe deze gebouwen er ooit uitzagen.    